# 叶如
叶如（藏語：གྱས་རུ，威利转写：gyas ru），又名大藏（རྩང་ཆེན），是吐蕃的一个如（一种一级行政区），辖区包括今天日喀则市的大部和拉萨市、那曲市的小部。
叶如以香之雄巴园（ཤངས་ཀྱི་ཞོང་པ་ཚལ，今南木林县雄雄寺）为中心，东至扎之朗玛格浦（བྲགས་ཀྱི་གླང་མ་གུར་ཕུབ，今当雄县与那曲市交界），南至聂拉木雅波纳（གཉབ་ནམ་གྱག，今聂拉木县），西至切玛拉古（བྱེ་ན་ལ་དགུ，今昂仁县切玛拉山），北至麦地曲纳（སྨྲི་ཏི་ཆུ་ནག，今嘉黎县麦地卡湿地）。东邻伍如、约如，南邻如拉，西邻象雄。
叶如共计下辖16个域本，15个东岱，总人口70万。

## 历史
七世纪初，松赞干布建立吐蕃王朝。在王朝初期，松赞干布通过会盟与分封的方式，设立了十八个采邑（དབང་རིས་）。随后在吐蕃的发展中，出于加强中央集权的需要，将原有的采邑重新编成几个如。
叶如又名大藏（རྩང་ཆེན），其前身为囊日论赞征服的藏（རྩང，今日喀则市拉孜镇、卡孜乡、桑珠孜区一带）。684年，吐蕃将大藏的四个岸（མངན，一种行政区）合并为两个。687年，吐蕃在大藏确定田赋数额，并镇压了当地的叛乱。690年，噶尔·钦陵在大藏建立近卫军。731年，大论没卢·炯桑沃尔芒（འབྲོ་ཅུང་བཟང་འོར་མང）召开议事会（འདུན་མ），办理大藏的权力移交手续，建立叶如。
吐蕃扩张期间，伍如下辖东岱频繁参与战争，大多数东岱部署于李域地区。
842年，吐蕃赞普朗达玛被僧人拉隆贝吉多杰射杀，其子云丹、俄松分别占据伍如、约如，彼此攻伐，吐蕃陷入了持续12年的伍约之战（དབུ་གཡོར་འབྲུག་པ）中。869年后，吐蕃爆发奴隶起义，以许布达孜（ཤུད་པུ་སྟག་རྩེ）等四人为首的起义军于877年捣毁赞普陵墓，标志着吐蕃王朝在叶如统治的终结。

## 下辖东岱
根据传世文献和出土文献的记载，叶如（大藏）下辖的东岱数量在7个至10个不等。共计15个东岱如下：
- 东钦（རྟོང་ཆེན）东岱[3]（今桑珠孜区[11]）
- 香钦（ཤངས་ཆེན）东岱[3]（今南木林县艾玛乡一带[11]）
- 朗弥（ལངས་མི）东岱[3]
- 帕噶（ཕོད་དཀར）东岱[3]
- 年噶尔（ཉེན་ཀར）东岱[3]（今堆龙德庆区楚布寺[12]）
- 昌仓（བྲང་མཚམས）东岱[3]（今堆龙德庆区东噶街道[11]）
- 波惹（སྤོ་རབ）东岱[3]（今谢通门县青都乡[11]）
- 松岱（ཟོམ་ཛེང）东岱[3]
- 香小东岱（ཤངས་སྟོང་བུ་རྒྱུང）[3]
- 西部近卫（སྐུ་སྲུང་ནུབ་ཕྱོགས་པ）[3]
- 香拉东岱[6]
- 俄恰卜东岱[7]
- 桑保东岱[7]
- 卓米东岱[7]
- 俄米东岱[7]

其中，香钦、东钦二东岱属琼保氏，朗弥、帕噶二东岱属巴曹氏，年噶尔、昌仓二东岱属朗巴氏，波惹、松丁二东岱属桂氏，香小东岱属仁列恰氏。
朗弥、帕噶、年噶尔、昌仓四东岱均部署于李域地区。

## 下辖域本
《弟吾宗教源流》记载吐蕃各如都有16个域本（地方长官）。其中，叶如（大藏）下辖域本如下：
强普（བྱང་ཕུག）域本
桑桑（ཟང་ཟང）域本（今昂仁县桑桑镇）
桑噶（ཟངས་དགར）域本
东隆（དུང་ལུང）域本
德隆（གདག་ལུང）域本
吉隆（བགྱིད་ལུང）域本（今吉隆县吉隆镇）
夏隆巴（བཤག་ལུང་པ）域本
切隆巴（འབྱར་ལུང་པ）域本
达那隆巴（རྟ་རྣག་ལུང་པ）域本（今谢通门县达那塔乡达那土登寺）
先塔（ཞན་ཐག）域本
措娘（མཚོ་ཉང）域本
达努（མཚོ་ཉང）域本
藏雪（གཙང་ཤོད་ལ）域本
伍由（འོ་ཡུག）域本
尼木（སྙེ་མོ）域本（今尼木县）
察雅（དགྲ་ཡག）域本

## 境内塞康
根据苯教文献记载，卫藏四如共有三十七座塞康(གསས་མཁར，即神殿）。其中，叶如境内八个塞康如下：
- 武越萨纳（今日喀则市南木林县境内）
- 香吉夏采（今日喀则市南木林县境内）
- 追吉卡冬（今日喀则市南木林县境内）
- 达纳江普（今谢通门县达那塔乡达那土登寺[15]）
- 结吉江郭（今日喀则市谢通门县境内）
- 达普中列（今日喀则市谢通门县境内）
- 藏吉皆普（今日喀则市萨迦县境内）
- 桑桑拉扎（今昂仁县桑桑镇[13]）